# شو ناكساوا
شو ناكساوا (باليابانية: 長沢 駿) (25 أغسطس 1988 في شيزوكا في اليابان – )؛ هو لاعب كرة قدم ياباني سابق كان يلعب كمهاجم.

## وصلات خارجية
- شو ناكساوا على موقع رابطة كرة القدم اليابانية للمحترفين (اليابانية)
- شو ناكساوا على موقع قاعدة بيانات كرة القدم.إي يو (الإنجليزية)
- شو ناكساوا على موقع Soccerway.com (الإنجليزية)
- شو ناكساوا على موقع عالم كرة القدم.نت (الإنجليزية)
- شو ناكساوا على موقع كووورة